# Tore Wesslén
Tore Birger Wesslén, född den 23 december 1922 i Stockholm, död den 1 december 1979 i Uppsala, var en svensk medicinare.Han var bror till Arne Wesslén.
Wesslén avlade medicine licentiatexamen vid Karolinska institutet i Stockholm 1950 och blev assistent vid virusinstitutionen där 1951. Han promoverades till medicine doktor 1952. Wennberg blev laboratorieläkare vid Statens bakteriologiska laboratorium 1951 och var laborator där 1954–1959. Han var tillförordnad laborator vid Uppsala universitet 1955–1956, extra ordinarie docent i virologi där 1957–1959 och professor där från 1959. Wesslén blev veterinärmedicine hedersdoktor vid Veterinärhögskolan i Stockholm 1968. Han publicerade skrifter i histologi, immunologi och virologi. Wesslén invaldes som ledamot av Vetenskaps-Societeten i Uppsala 1971. Han blev riddare av Nordstjärneorden 1963. Wesslén är begravd på Hammarby kyrkogård utanför Uppsala.